# Jaroměřice nad Rokytnou
Jaroměřice nad Rokytnou é uma cidade checa localizada na região de Vysočina, distrito de Třebíč.